# Самуэльсон, Кэти Лу
Кэти Лу Самуэльсон (англ. Katie Lou Samuelson; родилась 13 июня 1997 года, Фуллертон, штат Калифорния, США) — американская профессиональная баскетболистка, выступающая в женской национальной баскетбольной ассоциации (ВНБА) за команду «Сиэтл Шторм». Была выбрана на драфте ВНБА 2019 года в первом раунде под общим четвёртым номером клубом «Чикаго Скай». Играет на позиции атакующего защитника и лёгкого форварда.

## Ранние годы
Кэти родилась 13 июня 1997 года в городе Фуллертон (штат Калифорния) в семье Джона и Карен Самуэльсон, у неё есть две старшие сестры, Бонни и Карли, училась немного южнее, в городе Санта-Ана, в средней школе Матер-Деи, в которой выступала за местную баскетбольную команду.